# Merle Moult
Merle Moult (* 1924; † 20. Mai 2004 in Port Elizabeth) war eine sambische Badminton- und Tennisspielerin.

## Karriere
Merle Moult war eine der bedeutendsten Persönlichkeiten des sambischen Badminton- und Tennissports in den 1960er und 1970er Jahren. Im Badminton war sie bei den Zambia International im Zeitraum von 1965 bis 1970 jeweils fünf Mal im Einzel, Doppel und Mixed erfolgreich. Sie lebte in Kalulushi und arbeitete in der Chibuluma Research Library.